# 14e cérémonie des British Academy Film Awards
Pour la cérémonie des BAFTAs récompensant la télévision, voir la 8e cérémonie des British Academy Television Awards.
La 14e cérémonie des British Academy Film Awards, organisée par la British Academy of Film and Television Arts, s'est déroulée en 1961 et a récompensé les films sortis en 1960.

## Palmarès

### Meilleur film - toutes provenances
- La Garçonnière (The Apartment)
  - Le Milliardaire (Let's Make Love)
  - Spartacus
  - Le Silence de la colère (The Angry Silence)
  - L'avventura
  - La dolce vita
  - Elmer Gantry le charlatan (Elmer Gantry)
  - Hiroshima mon amour
  - Procès de singe (Inherit the Wind)
  - Orfeu Negro
  - Jamais le dimanche (Never on Sunday)
  - Les Quatre Cents Coups
  - Samedi soir, dimanche matin (Saturday Night and Sunday Morning)
  - Shadows
  - Le Testament d'Orphée, ou ne me demandez pas pourquoi !
  - The Trials of Oscar Wilde
  - Les Fanfares de la gloire (Tunes of Glory)

### Meilleur film britannique
- Samedi soir, dimanche matin (Saturday Night and Sunday Morning)
  - Le Silence de la colère (The Angry Silence)
  - The Trials of Oscar Wilde
  - Les Fanfares de la gloire (Tunes of Glory)

### Meilleur acteur
- Meilleur acteur britannique :
  - Peter Finch pour le rôle d'Oscar Wilde dans The Trials of Oscar Wilde
    - Richard Attenborough pour le rôle de Tom Curtis dans Le Silence de la colère (The Angry Silence)
    - Laurence Olivier pour le rôle d'Archie Rice dans Le Cabotin (The Entertainer)
    - Alec Guinness pour le rôle du Major Jock Sinclair dans Les Fanfares de la gloire (Tunes of Glory)
    - Albert Finney pour le rôle d'Arthur Seaton dans Samedi soir, dimanche matin (Saturday Night and Sunday Morning)
    - John Fraser pour le rôle d'Alfred Bruce Douglas dans The Trials of Oscar Wilde
    - John Mills pour le rôle du Lieutenant-Colonel Basil Barrow dans Les Fanfares de la gloire (Tunes of Glory)

- Meilleur acteur étranger :
  - Jack Lemmon pour le rôle de Calvin Clifford Baxter dans La Garçonnière (The Apartment)
    - Yves Montand pour le rôle de Jean-Marc Clement / Alexandre Dumas dans Le Milliardaire (Let's Make Love)
    - George Hamilton pour le rôle de Robert dans Crime & Punishment
    - Burt Lancaster pour le rôle d'Elmer Gantry dans Elmer Gantry le charlatan (Elmer Gantry)
    - Fredric March pour le rôle de Matthew Harrison Brady dans Procès de singe (Inherit the Wind)
    - Spencer Tracy pour le rôle d'Henry Drummond dans Procès de singe (Inherit the Wind)

### Meilleure actrice
- Meilleure actrice britannique :
  - Rachel Roberts pour le rôle de Brenda dans Samedi soir, dimanche matin (Saturday Night and Sunday Morning)
    - Hayley Mills pour le rôle de Pollyanna dans Pollyanna
    - Wendy Hiller pour le rôle de Gertrude Morel dans Amants et fils (Sons and Lovers)

- Meilleure actrice étrangère :
  - Shirley MacLaine pour le rôle de Fran Kubelik dans La Garçonnière (The Apartment)
    - Jean Simmons pour le rôle de la sœur Sharon Falconer dans Elmer Gantry le charlatan (Elmer Gantry)
    - Pier Angeli pour le rôle d'Anna Curtis dans Le Silence de la colère (The Angry Silence)
    - Monica Vitti pour le rôle de Claudia dans L'Avventura
    - Emmanuelle Riva pour le rôle d'Elle dans Hiroshima mon amour
    - Melina Mercouri pour le rôle d'Ilya dans Jamais le dimanche (Never on Sunday)

### Meilleur scénario britannique
- Le Silence de la colère (The Angry Silence) – Bryan Forbes
  - A Touch of Larceny – Roger MacDougall et Guy Hamilton et Ivan Foxwell
  - Un homme pour le bagne (Hell Is a City) – Val Guest
  - Samedi soir, dimanche matin (Saturday Night and Sunday Morning) – Alan Sillitoe
  - Le Jour où l'on dévalisa la banque d'Angleterre (The Day They Robbed the Bank of England) – Howard Clewes
  - Le Cabotin (The Entertainer) – John Osborne et Nigel Kneale
  - Hold-up à Londres (The League of Gentlemen) – Bryan Forbes
  - Les Dessous de la millionnaire (The Millionairess) – Wolf Mankowitz
  - The Trials of Oscar Wilde – Ken Hughes
  - Les Fanfares de la gloire (Tunes of Glory) – James Kennaway

### Meilleur film d'animation
- Universe – Roman Kroitor et Colin Low
  - Piccolo – Dusan Vukotic
  - The Interview – Ernet Pintoff

### Meilleur court-métrage
- High Journey – Peter Baylis
  - Return to Life – John Krish
  - Seawards the Great Ships – Hilary Harris

### Meilleur film spécialisé
- Dispute – Fred Moore
  - Heroic Days – Bill Mason
  - Outline of Detergency – Michael Ricketts

### United Nations Awards
- Hiroshima mon amour
  - Nuit et brouillard
  - Return to Life
  - Shadows
  - Unseen Enemies

### Meilleur nouveau venu dans un rôle principal
Récompense les jeunes acteurs dans un rôle principal.
- Albert Finney pour le rôle d'Arthur Seaton dans Samedi soir, dimanche matin (Saturday Night and Sunday Morning)
  - Billie Whitelaw pour le rôle de Chloe Hawkins dans Un homme pour le bagne (Hell Is a City)
  - George Peppard pour le rôle de Raphael Copley dans Celui par qui le scandale arrive (Home from the Hill)
  - Jean-Pierre Léaud pour le rôle d'Antoine Doinel dans Les Quatre Cents Coups
  - Lelia Goldoni pour le rôle de Lelia dans Shadows
  - Anthony Ray pour le rôle de Tony dans Shadows
  - Joan Plowright pour le rôle de Jean Rice dans Le Cabotin (The Entertainer)

## Récompenses et nominations multiples

### Nominations multiples
Films
6 : Samedi soir, dimanche matin
5 : The Trials of Oscar Wilde, Le Silence de la colère, Les Fanfares de la gloire
4 : Shadows
3 : La Garçonnière, Elmer Gantry le charlatan, Hiroshima mon amour, Procès de singe, Le Cabotin
2 : Le Milliardaire, L'avventura, Jamais le dimanche, Les Quatre Cents Coups, Un homme pour le bagne, Return to Life
Personnalités
2 : Albert Finney, Bryan Forbes

### Récompenses multiples
Films
3 / 3 : La Garçonnière
3 / 6 : Samedi soir, dimanche matin
Personnalité
Aucune

### Les grands perdants
0 / 5 : Les Fanfares de la gloire
0 / 4 : Shadows